# Il giuocatore
Il giuocatore (Le Joueur) est une pièce de théâtre en trois actes de Carlo Goldoni écrite en 1750.   
C'est l'une des seize comédies que le dramaturge vénitien a écrites en un an pour la compagnie de Girolamo Medebach, à la suite d'un pari avec le public vénitien.

## Intrigue
Le jeune Florindo est dévoré par le vice du jeu. Trompé par deux tricheurs, il perd tout ce qu'il a, même l'amour de sa promise Rosaura et tous ses amis. Seule l'intervention de Pantalone pourra le sauver de dettes, de la prison et d'un mariage de complaisance avec la vieille et très riche Gandolfa.

## Personnages
- Pantalone de 'Bisognosi, marchand vénitien
- Rosaura, sa fille, fiancée à Florindo
- Florindo Aretusi, jeune civile, joueur
- Béatrice, l'amante de Florindo
- Lelio, joueur
- Agapito, un autre joueur
- Tiburzio, joueur di vantaggio
- Gandolfa, la vieille sœur de Pantalone
- Pancrazio, le vieil ami de Gandolfa
- Colombina, la femme de chambre de Rosaura
- Brighella, concierge du casino ou des salles de jeux
- Arlequin, le serviteur de Florindo
- Un serviteur de casino de jeu
- Menico, serviteur d'Agapito
- Un serviteur de Lelio
- Un serviteur de Tiburzio